# سوفي برادلي
سوفي برادلي (بالإنجليزية: Sophie Bradley-Auckland)‏ (و. 1989  م) هي لاعبة كرة قدم، من المملكة المتحدة، ولدت في نوتنغهام، شاركت في ألعاب أولمبية صيفية 2012، تلعب كمُدَافِعَة.

## التعليم
تعلمت في جامعة لوفبرا.

## روابط خارجية
- سوفي برادلي على موقع الاتحاد الدولي (مؤرشف)  (الإنجليزية)
- سوفي برادلي على موقع الاتحاد الأوربي (الإنجليزية)
- سوفي برادلي على موقع قاعدة بيانات كرة القدم.إي يو (الإنجليزية)
- سوفي برادلي على موقع Soccerway.com (الإنجليزية)
- سوفي برادلي على موقع عالم كرة القدم.نت (الإنجليزية)
- سوفي برادلي على موقع أوليمبيديا (الإنجليزية)
- سوفي برادلي على موقع اللجنة الأولمبية البريطانية (الإنجليزية)